# Roland Alexander
Roland Alexander (25 de septiembre de 1935-14 de junio de 2006)  fue un músico de jazz post-bop estadounidense.

## Primeros años de vida
Nacido en Boston, pero creció con sus padres y su hermana Gloria en Cambridge, Massachusetts. Obtuvo una licenciatura en composición musical del Conservatorio de Boston en 1958. 

## Carrera
Alexander tocaba el saxofón tenor, el saxofón soprano y el piano. Fue un prolífico compositor y arreglista que escribió y tocó para muchas de las bandas más conocidas de Boston durante la década de 1950, es decir, Sabby Lewis, Preston 'Sandy' Sandiford, Richie Lowery, Jaki Byard y muchos más. Codirigió un grupo llamado Boston All Stars que incluía al trompetista Joe Gordon, y después de que Joe Gordon se fue para tocar con la banda de Dizzy Gillespie, Joe fue reemplazado por algunos de los solistas de trompeta más innovadores de la zona, como Wajid Lateef (El loco Wilbur Lucaw) y Gordon Wooly. Luego se mudó a la ciudad de Nueva York en 1958. Además de dos lanzamientos en solitario, tocó y grabó con John Coltrane, Howard McGhee, Max Roach, Sonny Rollins, Roy Haynes, Philly Joe Jones, Blue Mitchell, Sam Rivers, Archie Shepp y Mal Waldron.

## Discografía

### Como líder
- 1961: Pleasure Bent (Prestige) con Marcus Belgrave
- 1978: Live at the Axis (Kharma) con Malachi Thompson y Kalaparusha Maurice McIntyre

### Como acompañante
Con Paul Chambers
- High Step (Blue Note, 1956 - 1975)

Con Eddie Gale
- Black Rhythm Happening (Blue Note, 1969)

Con Abdullah Ibrahim
- African Space Program (Enja, 1973)

Con Howard McGhee
- Dusty Blue (Bethlehem, 1960)

Con Charlie Persip
- Charles Persip and the Jazz Statesmen (Bethlehem, 1960)

Con Max Roach
- Drums Unlimited (Atlantic, 1965)

Con James Spaulding
- Songs of Courage (Muse, 1991 [1993])